# Molnár-Keresztyén Gabriella
Molnár-Keresztyén Gabriella (1972. –) magyar színházi rendező.

## Élete, pályafutása
Előbb Kijevben végezte el a színész szakot, majd a Színház- és Filmművészeti Egyetem színházrendező szakán szerzett diplomát, Székely Gábor osztályában 2007-ben. Szakdolgozatát Annák és Petrovnák: Ivanov, feminizmus, oroszok és rendezőnők címmel írta. 2006-ban negyedéves rendezőhallgatóként meghívást kapott a Pécsi Országos Színházi Találkozó versenyprogramjába Szép Ernő: Tűzoltó című művének megrendezésével, kaposvári színinövendékekkel. Országszerte rendez. 2009-től a Lakmusz Csoport tagja.
Dolgozott újságíróként, szerkesztőként is.

## Rendezései
A Színházi adattárban regisztrált bemutatói: 5 darab.
- Színház- és Filmművészeti Egyetem Ódry Színpad – Witold Gombrowicz: Yvonne, burgundi hercegnő (Pályi András fordítása, vizsgarendezés, 2006)[7]
- Honvéd Színház, Marczibányi téri Művelődési Központ – A világot őrző férfi (finnugor történetekből, mítoszokból összeállított zenés mesefüzér,[8] 2008)
- Gárdonyi Géza Színház – Jules Verne, Csatlós János (regény), Végh Ildikó, Molnár Keresztyén Gabriella, Szívós Győző, Máthé Zsolt: 80 nap alatt a Föld körül
- Kecskeméti Katona József Színház – Csukás István: Ágacska (2008/2009)[9]
- Thália Színház – Alonso Alegría: Kötélen a Niagara felett (2014)[10][11]

Rendezései többek között
- Csiky Gergely Színház – Szép Ernő: Tűzoltó (2005)[12]
- Móricz Zsigmond Színház, Nyíregyháza – Geoffrey Chaucer: Canterbury mesék (2006)[13]
- Móricz Zsigmond Színház – Egressy Zoltán: Fafeye, a tenger ész (2008)[14]
- Lakmusz Csoport (Végh Ildikó, Laboda Kornél, Kárpáti István, Molnár-Keresztyén Gabriella, Tóth András, Sőregi Melinda) Amőba akció: Ragyamország (2010)[15][16][17]
- Pesti Magyar Színház – Alekszandr Szergejevics Puskin: Anyegin (2014)[18]